# Вірменія на літніх Олімпійських іграх 2004
Вірменія на літніх Олімпійських іграх 2004 в Афінах була представлена 18 спортсменами (16 чоловіків і 2 жінки) у 19 дисциплінах 8 видів спорту: легка атлетика, бокс, дзюдо, стрільба, плавання, теніс, важка атлетика і боротьба. Прапороносцем на церемонії відкриття Олімпіади став гімнаст Альберт Азарян, який не брав участі у змаганнях.
Вперше за історію Вірменії на літніх Олімпійських іграх жодної медалі їм здобути не вдалося. Найкращого результату — 4 місця досягли Норайр Бахтамян у стрільбі з пістолета на 50 м і Армен Газарян у змаганнях  важкоатлетів у вазі 62 кг.

## Учасники
| Вид спорту     | Чоловіки | Жінки | Всього |
| -------------- | -------- | ----- | ------ |
| Бокс           | 1        | 0     | 1      |
| Боротьба       | 7        | 0     | 7      |
| Важка атлетика | 4        | 0     | 4      |
| Дзюдо          | 1        | 0     | 1      |
| Легка атлетика | 1        | 1     | 2      |
| Плавання       | 0        | 1     | 1      |
| Стрільба       | 1        | 0     | 1      |
| Теніс          | 1        | 0     | 1      |
| Усього         | 16       | 2     | 18     |

## Бокс
| Категорія         | Спортсмен | 1/32                       | 1/16                     | Чвертьфінал              | Півфінал           | Фінал              | Місце      |
| Категорія         | Спортсмен | Суперник Результат         | Суперник Результат       | Суперник Результат       | Суперник Результат | Суперник Результат | Місце      |
| ----------------- | --------- | -------------------------- | ------------------------ | ------------------------ | ------------------ | ------------------ | ---------- |
| Алексан Налбандян | до 48 кг  | Редуан Аслум (FRA) W 27–20 | Наджах Алі (IRI) W 24–11 | Цзоу Шимін (CHN) L 12–20 | не пройшов         | не пройшов         | не пройшов |

## Боротьба
Вільна боротьба
| Спортсмен          | Категорія | Груповий турнір                | Груповий турнір             | Груповий турнір             | Груповий турнір | Чвертьфінал        | Півфінал           | Фінал              | Фінал |
| Спортсмен          | Категорія | Суперник Результат             | Суперник Результат          | Суперник Результат          | Місце           | Суперник Результат | Суперник Результат | Суперник Результат | Місце |
| ------------------ | --------- | ------------------------------ | --------------------------- | --------------------------- | --------------- | ------------------ | ------------------ | ------------------ | ----- |
| Мартін Берберян    | −55 кг    | Гарун Доган (TUR) W 3–1        | О Сонг-Нам (PRK) L 1–3      | Аміран Карданов (GRE) L 1–3 | 3               | не пройшов         | не пройшов         | не пройшов         | 11    |
| Жирайр Говганнісян | −66 кг    | Апостолос Таскудіс (GRE) W 3–1 | Рамеш Кумар (IND) L 1–3     | Н/Д                         | 2               | не пройшов         | не пройшов         | не пройшов         | 11    |
| Араїк Геворгян     | −74 кг    | Нейт Акерман (GBR) W 4–0       | Геннадій Лалієв (KAZ) L 0–5 | Н/Д                         | 2               | не пройшов         | не пройшов         | не пройшов         | 8     |
| Мамед Агаєв        | −84 кг    | Тарас Данько (UKR) L 0–5       | Гехан Явашер (TUR) L 0–5    | Н/Д                         | 3               | не пройшов         | не пройшов         | не пройшов         | 22    |

Греко-римська боротьба
| Спортсмен       | Категорія | Груповий турнір                 | Груповий турнір                | Груповий турнір    | Груповий турнір | Чвертьфінал        | Півфінал           | Фінал              | Фінал |
| Спортсмен       | Категорія | Суперник Результат              | Суперник Результат             | Суперник Результат | Місце           | Суперник Результат | Суперник Результат | Суперник Результат | Місце |
| --------------- | --------- | ------------------------------- | ------------------------------ | ------------------ | --------------- | ------------------ | ------------------ | ------------------ | ----- |
| Вагінак Галстян | −66 кг    | Максим Семенов (RUS) W 3–1      | Джиммі Самуельссон (SWE) L 1–3 | 3                  | не пройшов      | не пройшов         | не пройшов         | 8                  |       |
| Левон Гегамян   | −84 кг    | В'ячеслав Макаренко (BLR) L 0–3 | Андреа Мінгуцці (ITA) W 4–0    | 2                  | не пройшов      | не пройшов         | не пройшов         | 8                  |       |
| Гайказ Галстян  | −120 кг   | Янник Щепаняк (FRA) L 1–3       | Рафаель Баррено (VEN) W 3–1    | 2                  | не пройшов      | не пройшов         | не пройшов         | 9                  |       |

## Важка атлетика
| Спортсмен                | Дисципліна   | Ривок     | Ривок        | Поштовх   | Поштовх      | Разом | Місце        |
| Спортсмен                | Дисципліна   | Результат | Місце        | Результат | Місце        | Разом | Місце        |
| ------------------------ | ------------ | --------- | ------------ | --------- | ------------ | ----- | ------------ |
| Армен Газарян            | 62 кг        | 135       | 5            | 160       | =4           | 295   | 4            |
| Геворг Алексанян         | 77 кг        | 162.5     | 5            | 190       | не фінішував | 162.5 | не фінішував |
| Тигран Вардан Мартиросян | 85 кг        | 167.5     | =6           | 200       | =5           | 367.5 | 7            |
| Ашот Даніелян            | понад 105 кг | 200       | не фінішував | —         | —            | —     | не фінішував |

## Дзюдо
| Армен Назарян | до 60 кг, чоловіки | Александре Лі (BRA) W 0101–0001 | Масуд Хаджи Ахондзаде (IRI) L 0001–0010 | не пройшов | не пройшов | Жан-Клод Камерун (CMR) L 0000–1000 | не пройшов | не пройшов |

## Легка атлетика
| Спортсмен        | Дисципліна                  | Гіт/Кваліфікація | Гіт/Кваліфікація | Чвертьфінал | Чвертьфінал | Півфінал   | Півфінал   | Фінал      | Фінал      |
| Спортсмен        | Дисципліна                  | Результат        | Місце            | Результат   | Місце       | Результат  | Місце      | Результат  | Місце      |
| ---------------- | --------------------------- | ---------------- | ---------------- | ----------- | ----------- | ---------- | ---------- | ---------- | ---------- |
| Армен Мартиросян | потрійний стрибок, чоловіки | 15.05            | 43               | Н/Д         | Н/Д         | Н/Д        | Н/Д        | не пройшов | не пройшов |
| Марине Газарян   | 100 м, жінки                | 12.29            | 6                | не пройшла  | не пройшла  | не пройшла | не пройшла | не пройшла | не пройшла |

## Плавання
| Спортсмен        | Дисципліна             | Гіт     | Гіт   | Півфінал   | Півфінал   | Фінал      | Фінал      |
| Спортсмен        | Дисципліна             | Час     | Місце | Час        | Місце      | Час        | Місце      |
| ---------------- | ---------------------- | ------- | ----- | ---------- | ---------- | ---------- | ---------- |
| Вардугі Аветісян | 100 м брасом, чоловіки | 1:18.87 | 42    | не пройшов | не пройшов | не пройшов | не пройшов |

## Стрільба
| Спортсмен       | Дисципліна                                  | Кваліфікація | Кваліфікація | Фінал | Фінал |
| Спортсмен       | Дисципліна                                  | Бали         | Місце        | Бали  | Місце |
| --------------- | ------------------------------------------- | ------------ | ------------ | ----- | ----- |
| Норайр Бахтамян | пістолет, 50 метрів (чоловіки)              | 564          | 4 Q          | 654.8 | 4     |
| Норайр Бахтамян | пневматичний пістолет, 10 метрів (чоловіки) | 582          | 6 Q          | 681.9 | 7     |

## Теніс
| Спортсмен      | Дисципліна                 | 1/64                          | 1/32               | 1/16               | Чвертьфінал        | Півфінал           | Фінал              | Фінал      |
| Спортсмен      | Дисципліна                 | Суперник Результат            | Суперник Результат | Суперник Результат | Суперник Результат | Суперник Результат | Суперник Результат | Rank       |
| -------------- | -------------------------- | ----------------------------- | ------------------ | ------------------ | ------------------ | ------------------ | ------------------ | ---------- |
| Саргіс Саргсян | одиночний турнір, чоловіки | Іван Любичич (CRO) L 6–3, 6–2 | не пройшов         | не пройшов         | не пройшов         | не пройшов         | не пройшов         | не пройшов |